# Molnkorgmott
Molnkorgmott, Homoeosoma nebulellum, är en fjärilsart som först beskrevs av Michael Denis och Ignaz Schiffermüller 1775.  Molnkorgmott ingår i släktet Homoeosoma, och familjen Solmott, Pyralidae. Arten förekommer tillfälligt i Sverige, men reproducerar sig inte.